# 대산고등학교
대산고등학교(大山高等學校)는 대한민국 충청남도 서산시 대산읍 대산리에 있는 공립 고등학교이다.

## 학교 연혁
- 2006년 6월 7일 : 대산고등학교 신설인가(8학급)
- 2008년 3월 1일 : 초대 한옥동 교장 취임
- 2008년 3월 1일 : 2008학년도 농어촌자율학교 지정
- 2009년 3월 1일 : 2009학년도 과학, 수학 교과교실제 정책 연구학교(교육과학기술부)
- 2009년 3월 1일 : 2009학년도 교육과학기술부 자율형공립고등학교 지정(2013년까지 1기)
- 2011년 2월 11일 : 제1회 졸업식(221명)
- 2014년 3월 1일 : 2014학년도 충남 최초 전국자율형공립고 5년 재지정(2015 ~ 2020)
- 2016년 3월 1일 : 2016학년도 행복성장모델학교 선정(충청남도교육청)
- 2024년 3월 1일 : 제5대 박시윤 교장 취임
- 2025년 2월 14일 : 제15회 졸업식(졸업생 수 149명)
- 2025년 3월 4일 : 제18회 입학식(입학생 수 182명)

## 참고 자료
- 대산고등학교 - 한국교육학술정보원 학교알리미